# عزی
| اساطیر خاورنزدیک مجموعه مقالات | اساطیر خاورنزدیک مجموعه مقالات                                                              |
| --- | ------------------------------------------------------------------------------------------- |
| |                                                                                             |
| اساطیر میان‌رودان |                                                                                             |
| اساطیر عربی |                                                                                             |
| اساطیر لاوی |                                                                                             |
| خدایان عرب پیش از اسلام |                                                                                             |
| - اساف - ایشتار - اقیصر - لات - آستارته - اترثه (سوری) - بعل شمن - بعل - بس (مصری-عربی) - ذوالخلطه - ذوالشرا - الله (سامی) - ایشتار - غبغب | - منات - مناف - نبو - نسر (بت) - هبل - شمش - عمیانس - عزی - ود - یعوق - یغوث - یالیل - جن‌ها |
| این جعبه: نمایش بحث ویرایش |                                                                                             |

عُزّیٰ یا الغزی از بت‌های عرب‌های پیش از اسلام است. ظالم بن اسعد، نخستین کسی از عرب بوده‌است که بت عزی را پرستیده‌است. محل نگهداری در وادی نخله میان طائف و مکه می‌بوده‌است. پرستندگان عزی، خود را عبدالعزّی می‌نامیدند که به معنی بندهٔ عزی است. عزی از بزرگ‌ترین بت‌ها نزد قریش شمرده می‌شد. عرب‌ها سه بت لات، مَنات و عزی را بنات‌الله الثلاثة یعنی سه دختر الله می‌نامیدند و آن سه را شفیعان خود نزد خدا می‌دانستند. قبیلهٔ قریش برای پرستش عزی در حراض پرستشگاهی مانند کعبه ساخته بودند که به آن سقام می‌گفتند. در قرآن، نام عزی در کنار دو بت مهم دیگر عرب آمده‌است. خالد پسر ولید، به دستور محمد، این بت را شکست.